# Литва в Європейському Союзі
Відносини між Литовською Республікою та Європейським Союзом — це вертикальні відносини за участю наднаціональної організації та однієї з її держав-членів.

## Історія
Литва підписала в Атенах договір про приєднання 16 квітня 2003 року і вступила до Європейського Союзу 11 травня 2004 року.
1 січня 2015 року, країна приєднується до єврозони.
Литва вперше головувала в Раді Європейського Союзу у другій половині 2013 року.